# Фабиан (роман)
Вижте пояснителната страница за други значения на Фабиан.
„Фабиан. Историята на един моралист“ (на немски: Fabian. Die Geschichte eines Moralisten) е роман от немския писател Ерих Кестнер (1899 – 1974), публикуван през 1931 г. 
Ерих Кестнер е познат на широката читателска публика главно като автор на детски книги. Но преди всичко той изявява своя лирически талант. Първите му литературни успехи съвпадат с последните години на Ваймарската република в Германия. Тогава именно Кестнер публикува стихосбирките си „Сърце върху талията“, „Един човек осведомява“ и „Песен между столовете“, които му създават голяма и малко скандална известност. Необичайният тон, хапливата ирония и сатирична агресивност на стиховете му кара критиката да говори за него като за автор на „римувани сквернословия“, в които човешките отношения „се подлагат на дисекция“. Поезията на Ерих Кестнер бързо е причислена към течението на така наречената „нова предметност“ (или: „нова вещественост“ – Neue Sachlichkeit). Но сам писателят подчертава, че лириката му си поставя определена художествена задача, а именно да възпита читателя в „искреност на чувството“ и в „яснота на мисълта“. Кестнер изисква от литературната творба да има „потребителна стойност“, тоест поетът трябва да има в своята „лирична домашна аптечка“ лек срещу всяка душевна болка.
„Писателят с неизчерпаемия и слънчев хумор“, както наричат Ерих Кестнер, се обявява против „чистата поезия“, предназначена за изискани литературни гастрономи. Неговите творби трябва да възпламеняват или успокояват, да критикуват или да съчувстват – съобразно със случая. А според диагнозата писателят си служи с различни рецепти – той е дързък, но никога циничен, интелигентен, но без замайващо дълбокомислие, елегантен, но не и повърхностен. В стихотворенията си Кестнер разбулва интимни и социални тайни, но когато се сблъсква с безсъдържателност, конвенционалност, лъжлив патос и глупава назадничавост, той става остър и безпощаден.

## Моралистът като сатирик
Всъщност това са мотивите и на неговата проза. По думите на Кестнер задачата на сатирика е „да изправя на позорния стълб глупостта, злобата, леността и сродните им качества“. И продължава: „Сатирикът държи пред хората огледало, най-често криво огледало, за да ги накара да се замислят. Той трудно проумява, че хората се сърдят на него. Защото иска те да се сърдят на себе си. Иска те да се засрамят, да станат по-добри и по-разумни...“ Така според Ерих Кестнер сатиричната литература се отнася към областта на естетичното само чрез своите художествени средства; но с оглед на целите си тя се приближава до педагогиката. И понеже педагогиката, ако досажда, не упражнява въздействие, този вид литература следва да бъде и забавна.
От тази позиция писателят създава и своите книги за деца. Преведените на много световни езици романи „Емил и детективите“ (1928), „Антон и Точица“ (1931), „Хвърчащата класна стая“ (1933), „Двойната Лотхен“ (1949), дължат своята популярност и литературна жизненост преди всичко на обстоятелството, че не поучават малкия читател, а го въвеждат като равностоен партньор в света на възрастните. Също така приключенията на героите не протичат в измислена страна и в неопределено време, а в конкретна и при това критично възприемана социална действителност.

## Детето в сърцето
За Ерих Кестнер детството, детското отношение към света е най-голямата ценност в човешкия живот. Той казва, че повечето хора бързат да се отърват от детството си като от старата си шапка, забравят го като вече ненужен им телефонен номер. За тях животът представлява нещо като безкраен колбас, от който те си отрязват всеки ден по едно парче и – с удоволствие или не – го изяждат. Така те усърдно се придвижват по житейската стълба, а когато най-сетне се озоват на върха и се мъчат да запазят нестабилното равновесие между амбиции и възможности, с изненада откриват, че са изгорили зад себе си станалите им вече излишни стъпала и всякакъв обратен път е отрязан. Остава им единствено пътят към старостта, безсилието и смъртта. И Кестнер заключава: „Само който достигне до почтена възраст и си остане дете, е истински човек!“
Тези идеи, претворени по специфичен начин, писателят влага и в прочутия си роман за възрастни деца „Фабиан. Историята на един моралист“, публикуван във времето на надигащия се фашизъм в Германия. Първоначалното заглавие на книгата е „Пътят към пропастта“, но тогавашният издател не го допуска наред с няколко по-фрапиращи глави. Кестнер отбелязва в предговора си към следвоенното издание на романа: „Чрез това заглавие още от корицата трябваше да стане ясно, че книгата преследва определена цел: тя искаш да предупреди. Да предупреди за пропастта, към която се приближаваше Германия, а заедно с нея и Европа! Искаше да накара хората със съответните средства – а в дадения случай това би могло да означава само: с всички средства – да се вслушат и да се опомнят в последната минута.“ И писателят пояснява: „Масовата безработица, духовната депресия, последвала стопанската, стремежът към бягство от действителността, активизирането на безскрупулни партии – това бяха буревестниците на приближаващата криза. А не липсваше и зловещото затишие пред бурята: леността, оковала сърцата, която приличаше на някаква епидемична парализа. Някои почувстваха непреодолима нужда да се противопоставят на бурята и на затишието. Но бяха изтласкани настрана. Мнозинството предпочиташе да слуша панаирджийските креслювци и тъпанджиите, които шумно превъзнасяха своята синапова хартия и отровните си вселекуващи рецепти.“

## Пътят към пропастта
Главният герой на романа, докторът по философия Якоб Фабиан, носи редица автобиографични черти на писателя. И той е трийсет и две годишен като самия Кестнер. По време на световната икономическа криза Фабиан има щастието да бъде служител в рекламното бюро на един берлински цигарен концерн и това му осигурява някакво препитание. Потиснат от преживяванията през Първата световна война и разочарован от общественото развитие във Ваймарската република, той се е оставил на течението на живота. Липсва му социална система, в която да може да се проявява като човек, а за него това означава „да прави хората порядъчни и разумни“. Въпреки че се стреми да си изгради свободен от илюзии мироглед, героят на Кестнер вярва в „победата на порядъчността“ като в някакво чудо.
Това неопределено очакване от бъдещето го отвежда в различни редакции, ателиета, кабарета и всевъзможни „институти за духовно (тоест за сексуално) сближение“. Така Фабиан става свидетел на живота в големия град, който е приютил на изток престъпността, в центъра си – мошеничеството, на север – мизерията, на запад – разврата, а „във всички посоки – гибелта“. Младият доктор по философия постоянно се сблъсква с хора, с възгледи и с факти.
В този лабиринт от всекидневни и въпреки това необичайни обстоятелства писателят разполага редица човешки типове, които добиват значението на символични фигури. Тук откриваме например Ирене Мол, една блондинка, безогледно отдадена на еротични авантюри – чрез писмен договор със съпруга си тя е узаконила правото си на прелюбодеяние. Когато мъжът ѝ, виден адвокат, се компрометира поради присвояването на пари от клиентите си, тя основава мъжки публичен дом за дамите от берлинското висше общество.
Особено значителен е образът на гениалния изобретател професор Колреп, почетен член на пет академии на науките. Семейството му го е поставило под попечителство, защото е раздавал пари на ония работници, които са останали без работа поради въвеждането на неговите машини. За разлика от него редакторът Мюнцер смята, че „най-удобното обществено мнение си остава липсата на обществено мнение“ и след двайсетгодишна вестникарска работа той вече е готов да вярва на собствените си лъжи. А колегата на Фабиан търговският редактор Малми – перифразирайки реплика от „Хамлет“ – е на мнение, че „в безумието на капиталистическата икономика има метода“. Той се възхищава от властта, която в такива гигантски размери манипулира производствените отношения в полза на една малка господстваща прослойка, тъй че като откровен циник поддържа социалната система. А приятелят на Фабиан, литературният историк д-р Лабуде, се опитва да намери някакъв среден път между реакцията и революцията чрез общественополитически реформи. Според него дребната буржоазия трябва да поеме ръководната роля, да установи контрол над капитала и да обуржоази пролетариата.

## В чакалнята на времето
Самият Фабиан – а в него са въплътени възгледите на Ерих Кестнер – не може да приеме илюзорните планове на Лабуде. За него пролетариатът е съюз на хора със сходни интереси, към който той се чувства обвързан социално, а пред лицето на нацистката опасност също и политически. Но той е неспособен да предприеме каквито и да било активни действия. Фабиан, а с него и голяма част от немската интелигенция в епохата на Ваймарската република, се изживява като човек, „чакащ в чакалнята на времето“, който живее ден за ден и поради това няма сили за велики чувства, мисли и дела, но все пак се надява да хване някой влак към по-доброто бъдеща. Това житейско поведение на Фабиан обаче сериозно се разклаща, когато той се влюбва в младата юристка Корнелия Батенберг. Макар че за първи път проявява готовност да „действа“ заради нея, той трябва да я загуби, понеже в най-тежките дни на икономическата криза е уволнен и се бои да поеме отговорността на един брак. А Корнелия се отдава на един кинопродуцент, за да получи малка филмова роля. Тя смята, че „човек може да се измъкне от мръсотията, само ако сам се омърси“.
Самоубийството на приятеля му Лабуде изправя героя на Кестнер пред нови въпроси за правилността на отношението му към живота. Потресен от неверността на годеницата си и от политически неуспехи, Лабуде не е могъл да превъзмогне удара от това, че университетът е отхвърлил хабилитационния му труд, плод на петгодишни занимания с творчеството на Лесинг. Писменото му завещание до Фабиан съдържа признанието за един мирогледен провал, но също и съвета да не се пренебрегва действителността, а да се приема в нейната неотвратимост. „Стигнали сме до един от ония редки преломни моменти в историята, когато трябва да се съгради нов мироглед, всичко друго е безполезно“ – пише Лабуде на приятеля си. Фабиан е съкрушен от събитията, напуска Берлин и се завръща в родния си град Дрезден. Там би могъл да намери работа в някой консервативен вестник, но и това начинание е обречено на неуспех, защото Фабиан не е в състояние да продава съвестта си. В своята наивност и душевна непоквареност той си остава едно голямо дете, което стои край мръсна локва и не иска да я нагази.

## Бягството
Героят на Ерих Кестнер желае да се намеси в превратностите на епохата, но не знае на чия страна да застане, каква позиция да заеме. Затова решава да отиде в планината, да заживее сред лоното на природата, докато прозвучи „стартовият изстрел, който важи за него и за онези, които мислят като него“. Но излизайки от кафенето, Фабиан осъзнава, че това, което възнамерява да направи, е бягство. Та за човека, който иска да действа, по всяко време и навсякъде се намира поприще за действие! Какво чака той вече толкова години? И сам си отговаря: „Може би прозрението, че е определен и роден само за зрител, а не, както е вярвал до днес, за актьор в световния театър.“
Докато обезсърчен крачи из града, Фабиан вижда как едно малко момче пада от моста над Елба във водата. Той съблича сакото си и се хвърля да спаси детето. И докато то разплакано само доплува до брега, Фабиан се удавя... Романът завърша със символичната фраза: „За съжаление той не можеше да плува.“

## Въпреки всичко
Когато книгата на Ерих Кестнер излиза от печат, предизвиква противоречиви оценки. Мнозина виждат в нея неморално и разложително четиво. Но не липсват и възторжени отзиви, които с течение на годините се затвърждават и определят истинската художествена и нравствена стойност на романа. Още на времето писателят Бернхард Диболд отбеляза, че Кестнер изисква просто отговорност за собствените деяния, за собствената любов, за собствената воля – „това задължително благородство на духовния аристократ“. И не друг, а Херман Хесе пише за „Фабиан“: „Съвременната проблематика не би могла да се изрази по-извънвременно.“ А самият Ерих Кестнер посочва, че книгата му не е поетичен или фотографски албум, а сатира. Тя не описва какво точно е било, а преувеличава. Карикатурата, това законно средство на изкуството, е крайното средство, с което моралистът разполага. И писателят заключава, говорейки вече за себе си: „Неговото място открай време е било и си остава изгубената позиция. И той я отстоява, доколкото може. Девизът му винаги е бил и все още е: Въпреки всичко!“